# 1486 Marilyn
Marilyn (asteróide 1486) é um asteróide da cintura principal, a 1,9250873 UA. Possui uma excentricidade de 0,1243187 e um período orbital de 1 190,54 dias (3,26 anos).
Marilyn tem uma velocidade orbital média de 20,08817896 km/s e uma inclinação de 0,07764º.
Esse asteróide foi descoberto em 23 de Agosto de 1938 por Eugène Delporte.